# Сен-Морис-де-Бено
Сен-Мори́с-де-Бено́ (фр. Saint-Maurice-de-Beynost) — коммуна во Франции, находится в регионе Рона — Альпы. Департамент — Эн. Входит в состав кантона Мирибель. Округ коммуны — Бурк-ан-Брес.
Код INSEE коммуны — 01376.

## География
Коммуна расположена приблизительно в 390 км к юго-востоку от Парижа, в 14 км северо-восточнее Лиона, в 50 км к юго-западу от Бурк-ан-Бреса.
На юге коммуны проходит канал Мирибель.

## Климат
Климат полуконтинентальный с холодной зимой и тёплым летом. Дожди бывают нечасто, в основном летом.

## Население
Население коммуны на 2010 год составляло 223 человек.
| 1962 | 1968 | 1975 | 1982 | 1990 | 1999 | 2010 |
| ---- | ---- | ---- | ---- | ---- | ---- | ---- |
| 2011 | 2695 | 2791 | 3503 | 3468 | 4017 | 3865 |

## Администрация
| Период | Период | Фамилия      | Партия       | Примечания                                                                                     |
| ------ | ------ | ------------ | ------------ | ---------------------------------------------------------------------------------------------- |
| 1945   | 1965   | Жан Шоссон   |              |                                                                                                |
| 1965   | 1976   | Андре Тришар |              |                                                                                                |
| 1976   | 1981   | доктор Риу   |              | врач                                                                                           |
| 1981   | 2001   | Одетта Мадер |              | президент сообщества коммун Мирибель и Плато                                                   |
| 2001   | 2020   | Пьер Губе    | Разные левые | член генерального совета кантона с 2009, 1-й вице-президент сообщества коммун Мирибель и Плато |

## Экономика
В 2010 году среди 2457 человек трудоспособного возраста (15—64 лет) 1861 были экономически активными, 596 — неактивными (показатель активности — 75,7 %, в 1999 году было 71,2 %). Из 1861 активных жителей работали 1641 человек (841 мужчина и 800 женщин), безработных было 220 (103 мужчины и 117 женщин). Среди 596 неактивных 227 человек были учениками или студентами, 186 — пенсионерами, 183 были неактивными по другим причинам.

## Фотогалерея

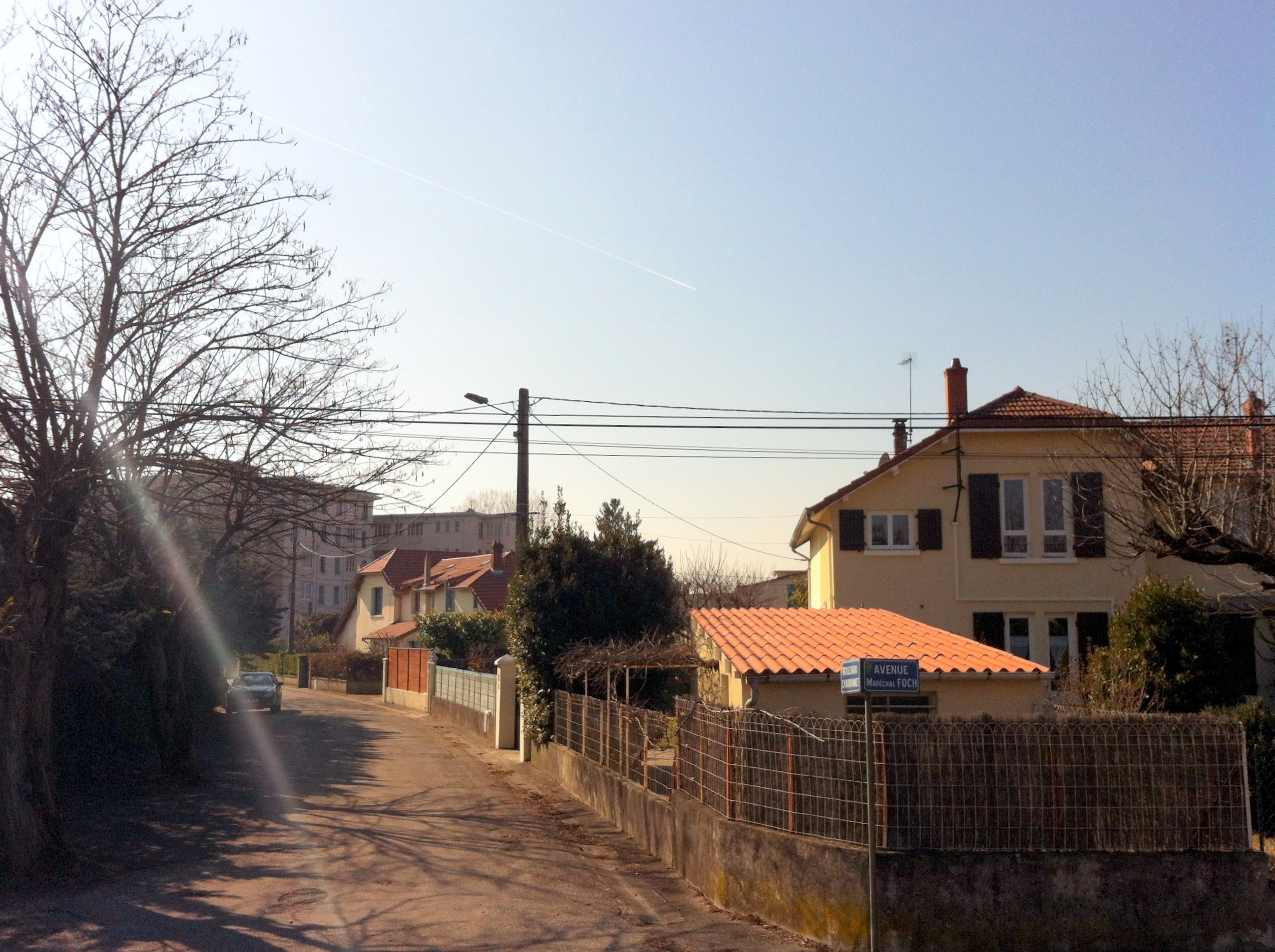
Бульвар Шардонне
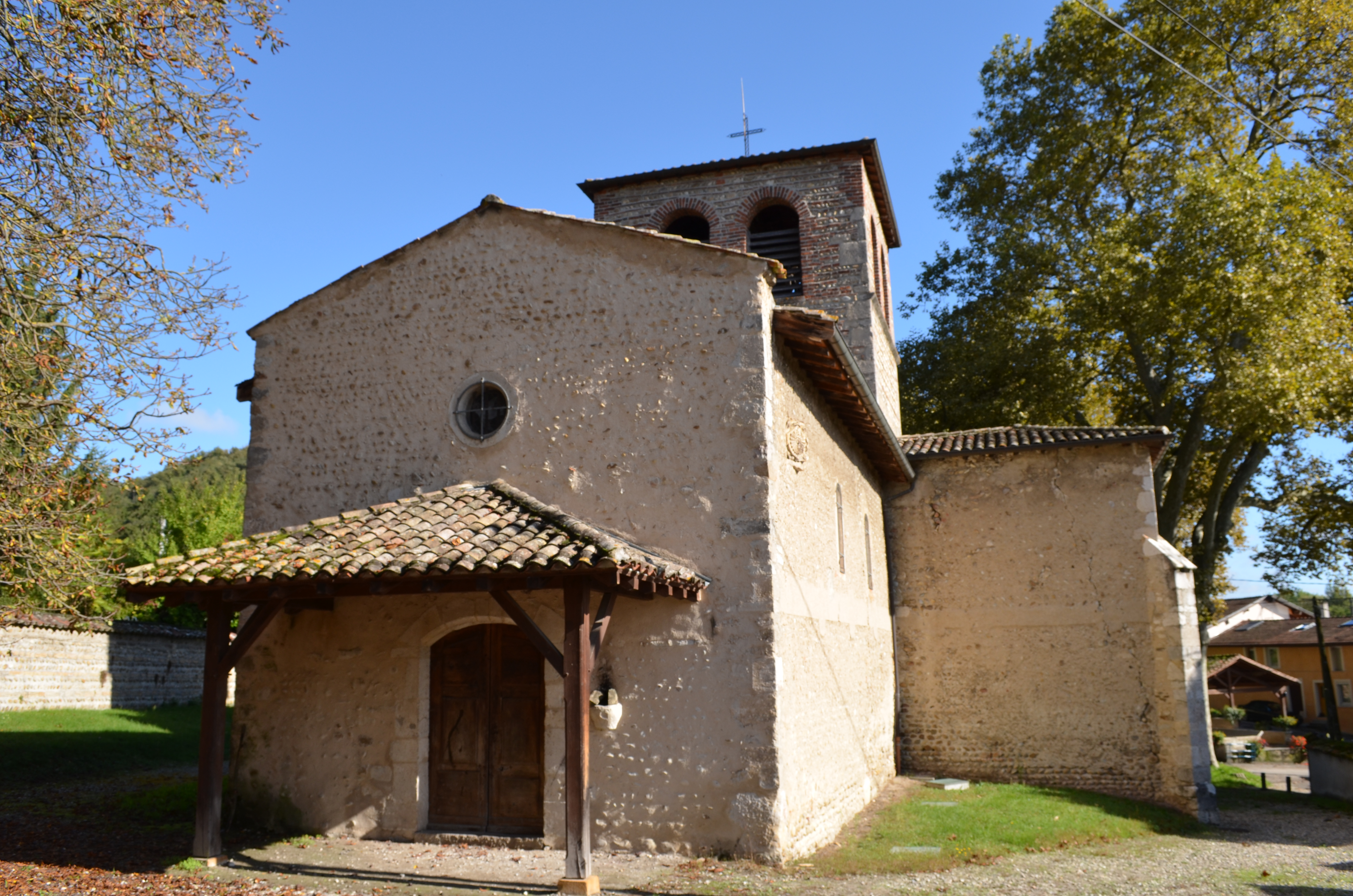
Церковь Сен-Морис
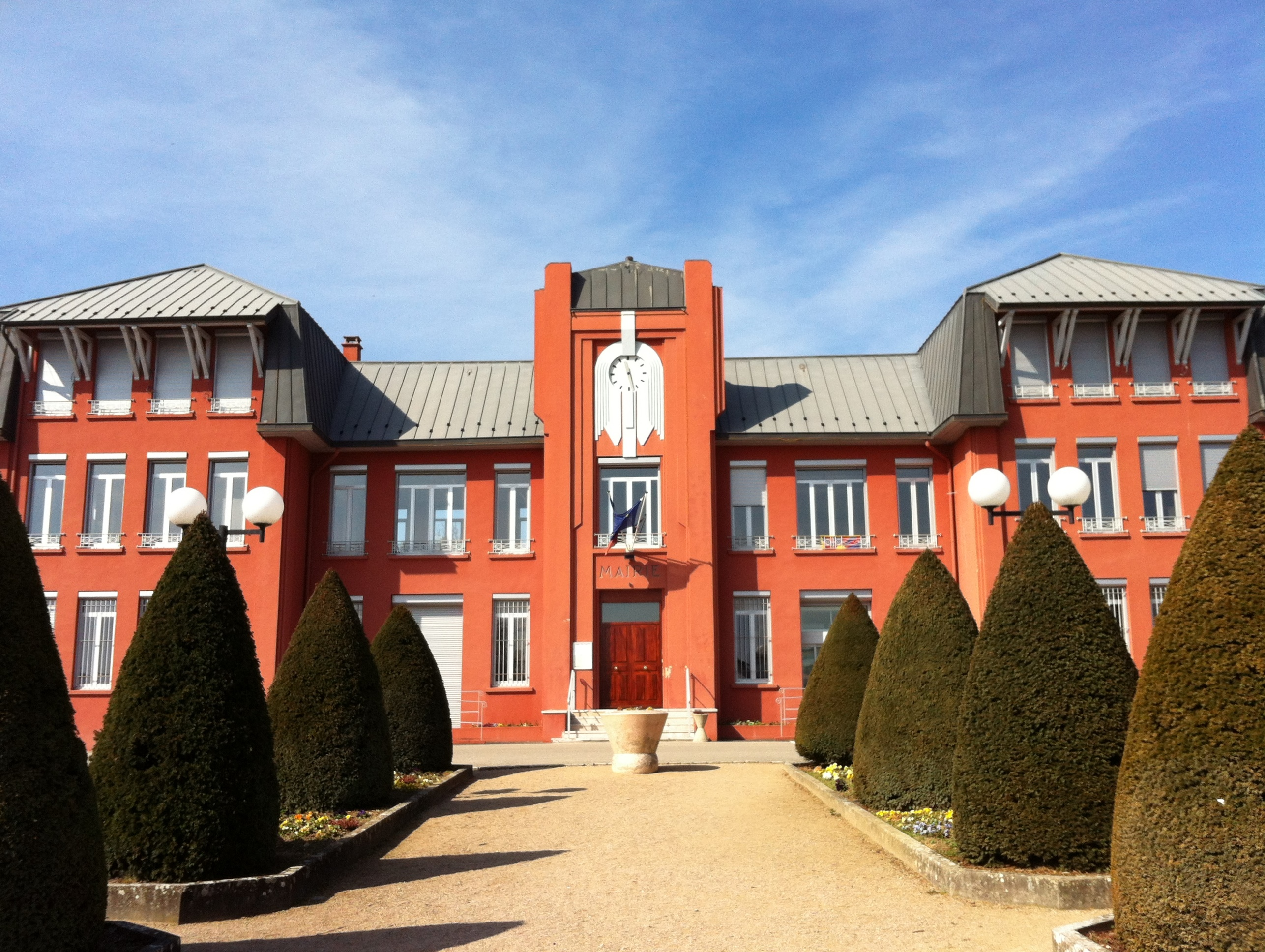
Мэрия
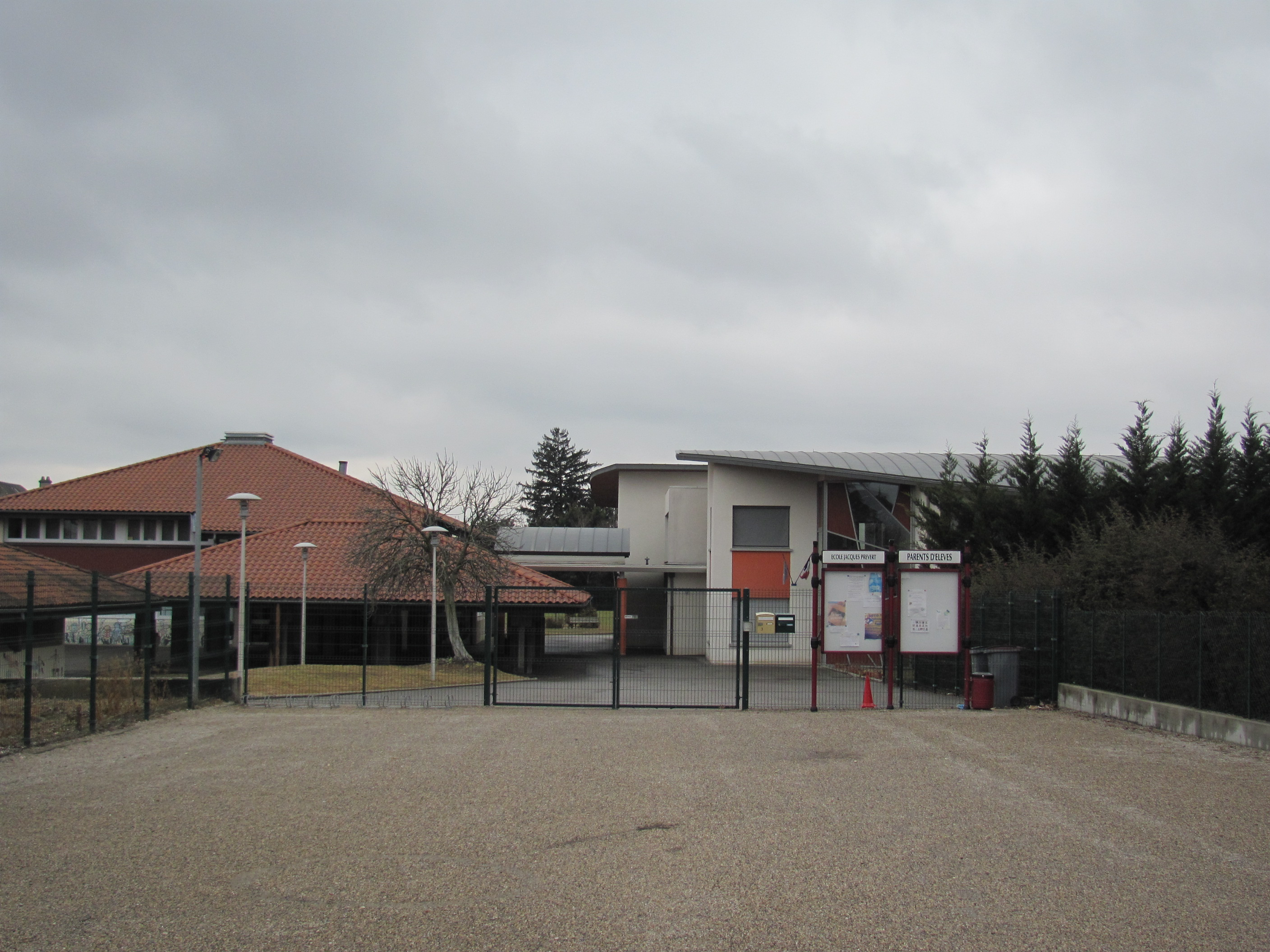
Начальная школа Жак-Превер
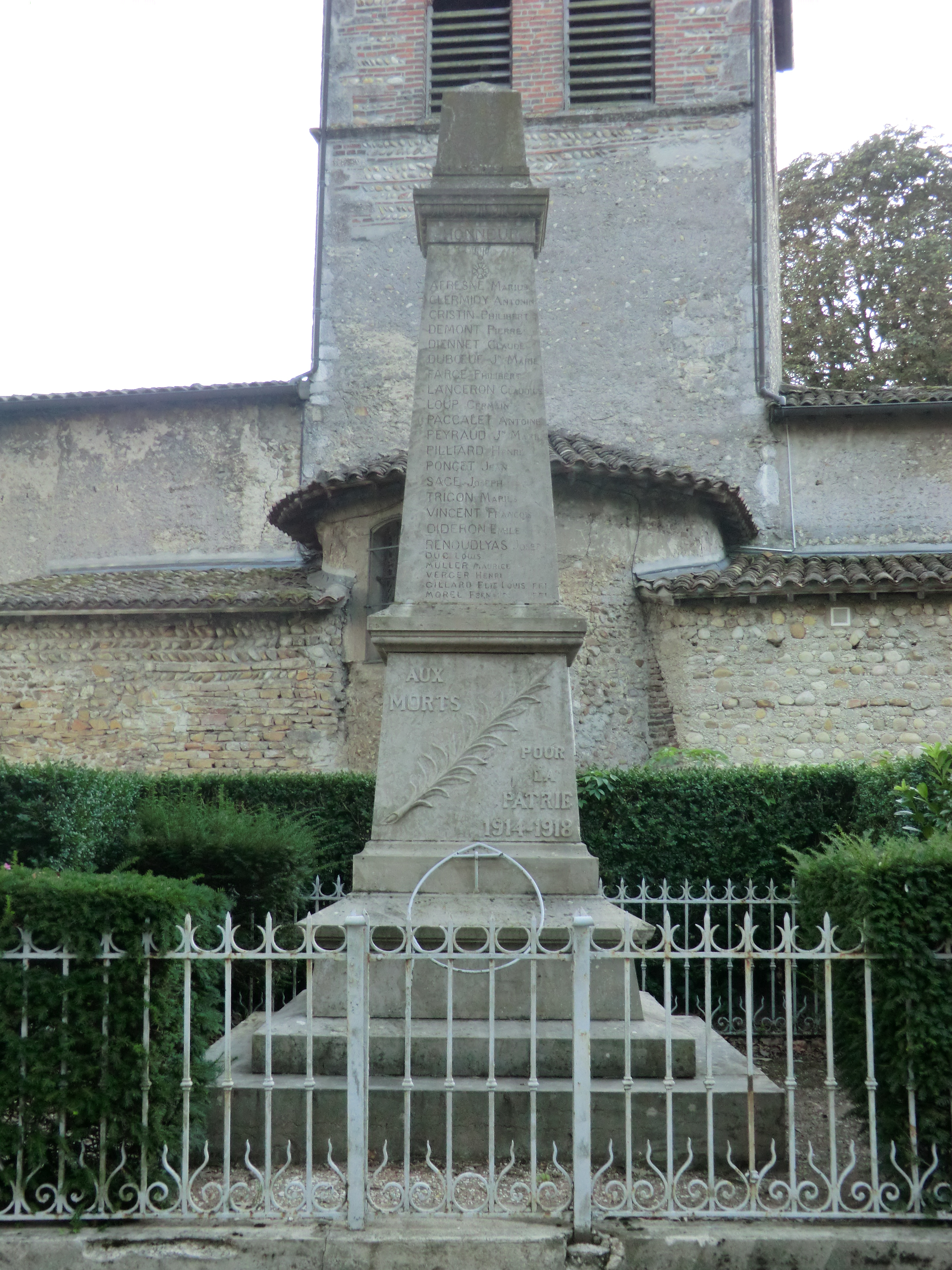
Военный мемориал
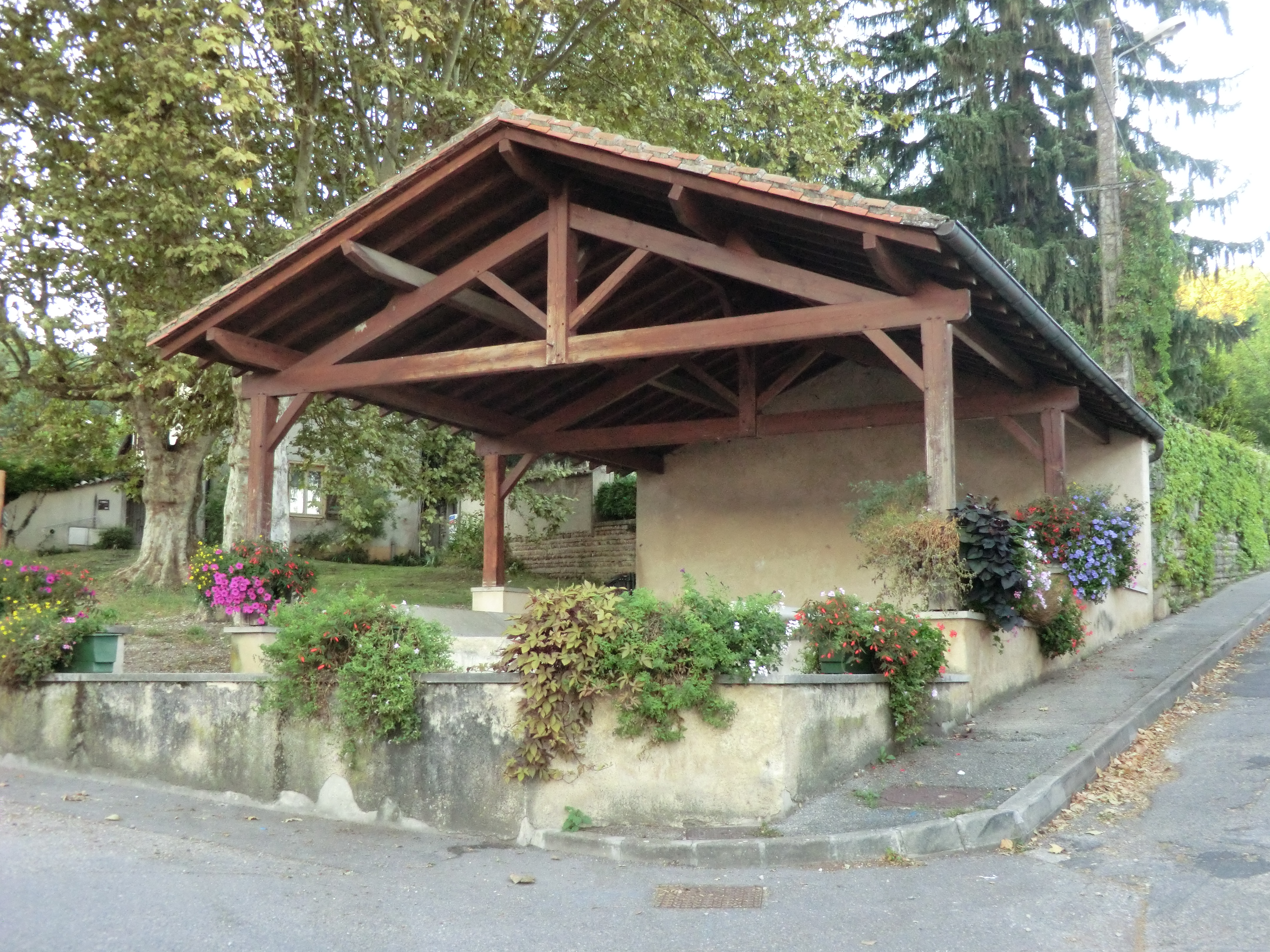
Общественная прачечная